# Zasięg pływania
Zasięg pływania – największa, mierzona w linii prostej odległość, jaką okręt może przebyć z określoną prędkością w normalnych warunkach hydrometeorologicznych, bez uzupełniania zapasów paliwa, wody do kotłów i innych materiałów. 
Zasięg pływania dla poszczególnych okrętów określa się metodą prób marszowych na poszczególnych prędkościach.